# Liste de milieux de culture
Cet article contient une liste de milieux de culture employés en microbiologie. La liste est non exhaustive. Les mots « bouillon », « gélose » et « milieu » ne sont pas pris en compte dans le classement par ordre alphabétique.
- Haut – A
- B
- C
- D
- E
- F
- G
- H
- I
- J
- K
- L
- M
- N
- O
- P
- Q
- R
- S
- T
- U
- V
- W
- X
- Y
- Z

## A
- milieu ADH (arginine dihydrolase) : cf. milieu de Moeller
- gélose ADN-bleu de toluidine
- milieu pour auxanogramme du carbone

## B
- gélose Baird-Parker
- milieu BCP (ou lactose BCP)
- milieu BCYE
- milieu BEA
- bouillon bilié
- BGT : cf. bouillon glucosé tamponné
- bouillon BHI : cf. bouillon cœur-cervelle
- milieu de blastèse
- BLBVB : cf. bouillon lactosé bilié au vert brillant
- milieu BMPAα
- milieu Bordet Gengou
- milieu BPLS : cf. milieu Kristensen
- bouillon Bryant Burkey

## C
- gélose au cétrimide
- gélose Chapman
- gélose chocolat (non supplémentée)
- gélose chocolat supplémentée
- gélose chocolat supplémentée + bacitracine
- gélose chocolat supplémentée + VCAT
- gélose chocolat supplémentée + VCF
- gélose chocolat supplémentée + VCN
- milieu Christensen au citrate
- milieu Christensen à l'urée
- gélose CIN (ou gélose Schiemann)
- bouillon Clark Lubs (ou MR-VP)
- gélose CLED
- bouillon cœur-cervelle (ou BHI)
- milieu Coletsos
- gélose Columbia
- gélose Columbia au sang
- gélose Columbia au sang + ANC
- gélose pour conservation
- milieu CTA
- milieu CYE

## D
- gélose DCL (ou DCA, ou milieu de Hynes)
- gélose DCLS
- gélose pour dénombrement
- gélose Drigalski
- bouillon Dubos

## E
- eau peptonée
- eau peptonée alcaline (EPA)
- eau peptonée salée alcaline (EPSA) : cf. eau peptonée alcaline
- milieu Edel Kampelmacher : cf. milieu Kristensen
- gélose EMB (ou gélose Lévine, gélose Teague)
- gélose Endo
- gélose à l'esculine
- gélose à l'extrait de malt
- gélose à l'extrait de riz

## F
- bouillon Fraser

## G
- bouillon glucosé tamponné (ou BGT)
- milieu GVPC

## H
- gélose Hektoen
- milieu Hoyle
- milieu Hugh Leifson
- gélose de Hynes : cf. gélose DCL
- bouillon hypertonique

## K
- milieu King A
- milieu King B
- milieu Kirschner
- milieu Kligler Hajna
- milieu Kristensen (ou BPLS, ou Edel Kampelmacher)

## L
- milieu lactose BCP : cf. milieu BCP
- gélose lactosée au désoxycholate (ou DLA)
- gélose lactosée au Tergitol 7 et au TTC
- gélose lactosée au vert brillant et au rouge de phénol : cf. milieu Kristensen
- bouillon lactosé bilié au vert brillant (ou BLBVB)
- milieu LB
- milieu LDC (enzyme) : cf. milieu de Moeller
- gélose Lévine : cf. gélose EMB
- milieu Litsky
- milieu Loeffler
- milieu Löwenstein Jensen (ou LJ)
- gélose lysine fer

## M
- bouillon M17
- gélose M17
- gélose m-Endo LES
- gélose MacConkey
- gélose MacConkey sorbitol (ou SMAC) : cf. gélose MacConkey
- gélose mannitol hypersalée + lécithine
- milieu mannitol mobilité nitrate
- bouillon Middlebrook 7H9
- gélose Middlebrook MH10
- gélose Middlebrook MH11
- milieu Moeller
- gélose Mossel
- gélose MOX
- bouillon MR-VP : cf. bouillon Clark Lubs
- gélose MRS
- gélose MS
- gélose MSA : cf. gélose Chapman
- milieu Mueller Hinton
- bouillon Muller-Kauffmann
- milieu MWY

## N
- bouillon nitraté
- bouillon nitrité
- gélatine nutritive
- gélose nutritive

## O
- gélose à l’œuf
- milieu Ogawa
- milieu Ogawa Kudoh
- milieu ODC (enzyme) : cf. milieu de Moeller
- gélose Oxford (ou gélose Curtis)

## P
- gélose P
- gélose PALCAM
- gélose PAM
- gélose PCA : cf. gélose pour dénombrement
- gélose PCB
- gélose PDA
- gélose à la phénylalanine
- gélose PMXMP

## R
- gélose R2A
- gélose Rambach
- gélose Rapid'E. coli 2
- bouillon Rappaport Vassiliadis
- gélose RAT
- gélose REA : cf. gélose à l'extrait de riz
- milieu Regan Lowe
- gélose RIOT
- milieu Rosenow
- milieu Robertson (à la viande cuite)
- milieu Rothe
- milieu RPMI (ou RPMI 1640)

## S
- gélose Sabouraud
- gélose Salmonella Shigella (ou SS)
- bouillon Schaedler
- gélose Schaedler
- bouillon au sélénite
- gélose au sérum de bœuf coagulé : cf. milieu de Loeffler
- milieu Simmons au citrate
- gélose Slanetz
- gélose SMAC : cf. gélose MacConkey
- gélose Staib

## T
- milieu Tarshis
- milieu TCBS
- gélose Teague : cf. gélose EMB
- gélose TGY
- gélose Thayer Martin
- bouillon au thioglycolate
- gélose Tinsdale
- bouillon Todd Hewitt
- gélose tryptone soja (ou GTS)
- gélose TSC
- milieu TSI
- gélose TSN
- gélose TY
- gélose TYC

## U
- milieu urée tryptophane (ou urée indole)

## V
- gélose au vert brillant et au rouge de phénol : cf. milieu Kristensen
- milieu à la viande cuite : cf. milieu Robertson
- gélose viande foie (ou VF)
- gélose viande foie nitratée
- gélose viande levure (ou VL)
- milieu VRBG
- milieu VRBL

## W
- milieu Wilkins Chalgren

## X
- gélose XLD
- gélose XLT